# 是啊！We're ALIVE
「是啊！We're ALIVE」（そうだ！We're ALIVE）是日本的女子偶像組合「早安少女組。」的第14张单曲。於2002年2月20日由zetima发售。

## 概要
- 「是啊！We're ALIVE」是TBS電視台節目「ソルトレイクシティオリンピック」主題曲。
- B面曲「早安咖啡（2002 version）」是第1張单曲「早安咖啡」的新版本。
- 此單曲只有「CD ONLY」1個版本。
- 在3月4日於公信榜單曲週排行榜取得第1位，繼「Mr. Moonlight ～愛的Big Band～」後第7張公信榜每周銷量排名第一的單曲。
- 在第53回NHK紅白歌合戰以組曲形式演唱（就在這裡! + 是啊！We're ALIVE 2002 Ver.）。
- 2022年，米津玄師經淳君授權，在歌曲「KICK BACK」中引用「是啊！We're ALIVE」的歌詞。

## 收錄內容

### CD
1. 是啊！We're ALIVE
（作詞・作曲：淳君　編曲：ダンス☆マン）
2. 早安咖啡（2002 version）（モーニングコーヒー(2002 version)）
（作詞・作曲：淳君　編曲：鈴木俊介）
3. 是啊！We're ALIVE(Instrumental)